# Lipno (Główczyce)
Lipno (deutsch Liepen, kaschubisch Lëpno, slowinz. Lȧ̃pnɵ) ist ein kleines Dorf in der polnischen Woiwodschaft Pommern und gehört zur Landgemeinde Główczyce im Powiat Słupski (Kreis Stolp).

## Geographische Lage

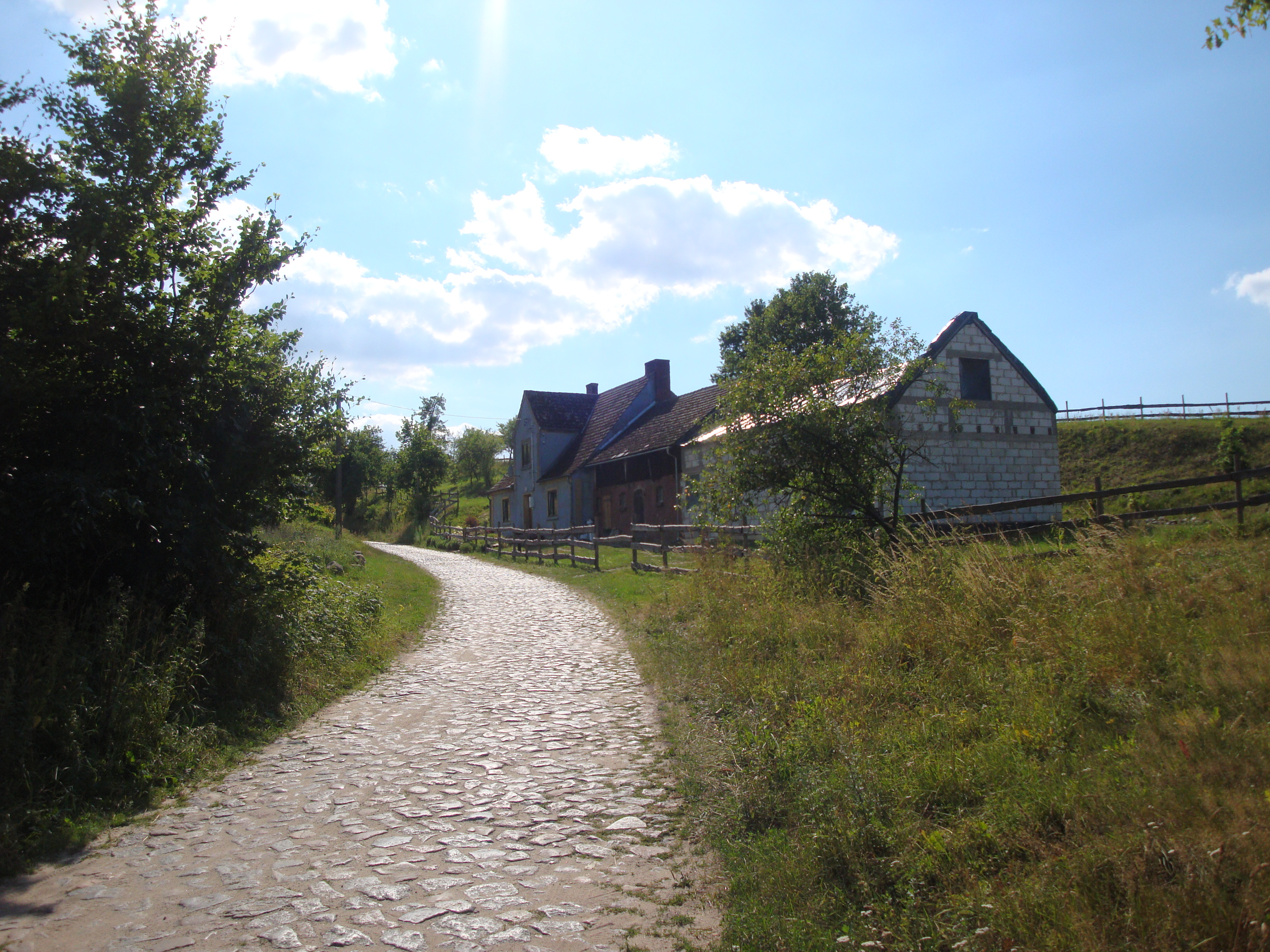
Ortsbild (2010)

Lipno liegt südlich der Łupawa (Lupow) in einem Talgrund der Grundmoräne, 25 Kilometer nordöstlich der Kreisstadt Słupsk (Stolp). Durch den Ort führt eine Nebenstraße, die Damno (Dammen) mit Będziechowo (Bandsechow) nahe der Woiwodschaftsstraße 213 verbindet. Ein Bahnanschluss besteht nicht mehr, seit die frühere Bahnstrecke Stolp–Gabel–Zezenow der Stolper Bahnen mit der Station Bandsechow außer Betrieb gestellt wurde.

## Ortsname
Als ältere Namensformen kommen vor: Lippeno (1274), Lippenowo (1282), Lippenow (1295), Lippeno (1317) und Lipe (1523).

## Geschichte
Der historischen Dorfform nach ist Lipno ein kleines Gassendorf. Nach einer Urkunde aus dem Jahr 1274 schenkte Herzog Mestwin II. die Dörfer Viatrow (1938–45 Steinfurt, heute polnisch: Wiatrowo) und Liepen dem Kloster Kolbatz. Liepen war später Janitzsches und Zastrowsches Lehen.
Im 18. Jahrhundert wurde Lipno ein Wobesersches Lehen. 1729 kaufte es der Geheime Staatsminister Adam Ludwig von Blumenthal. Dieser übergab es 1743 seinem Schwiegersohn Johann Jacob von Wobeser, zusammen mit Bansekow und Dresow. Dessen Sohn Jacob Otto von Wobeser verkaufte Liepe, wiederum zusammen mit Bansekow und Dresow, 1767 an den Major Georg Ulrich von Massow. Fast 200 Jahre bis 1945 blieb Liepe im Besitz der Familie Massow. 
Um 1784 hatte Liepen ein Vorwerk, zwei Bauern und drei Kossäten bei insgesamt elf Haushaltungen. 1910 waren hier 127 Einwohner registriert. Ihre Zahl sank bis 1933 auf 99 und betrug 1939 noch 94. Im Jahr 1939 gab es in Liepen außer dem Gut sechs weitere landwirtschaftliche Betriebe.
Bis 1945 war Liepen ein Ort im Landkreis Stolp im Regierungsbezirk Köslin der preußischen Provinz Pommern. Es lag im Amts- und Standesamtsbezirk Bandsechow (heute polnisch: Będziechowo) und gehörte zum Amtsgerichtsbereich Stolp.
Zum Ende des Zweiten Weltkriegs wurde Liepen am 9. März 1945 von sowjetischen Truppen besetzt. Nachdem das Dorf nach Kriegsende zusammen mit ganz Hinterpommern unter polnische Verwaltung gestellt worden war, wurden die deutschen Dorfbewohner vertrieben. Später wurden in der BRD 48 und in der DDR 27 vertriebene Dorfbewohner ermittelt.
Liepen wurde in Lipno umbenannt.
Das Dorf ist heute Teil der Landgemeinde (Gmina wiejska) Główczyce im Powiat Słupski in der Woiwodschaft Pommern (1975 bis 1998 Woiwodschaft Słupsk). Heute hat das Dorf 23 Einwohner.

## Kirche

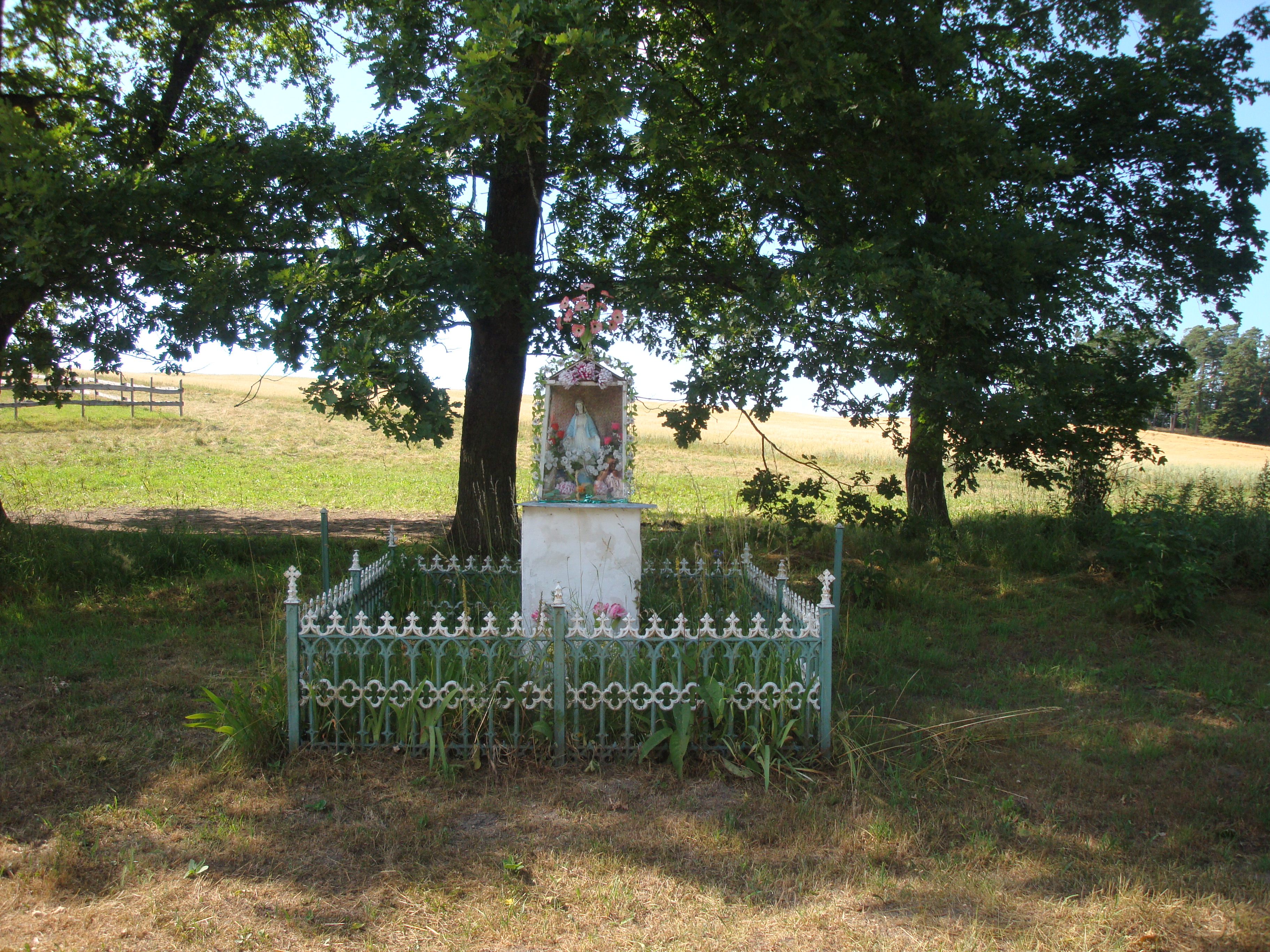
Römisch-katholisches Kultbild in Lipno (2010)

Die Bewohner von Liepen waren vor 1945 alle evangelischer Konfession. Der Ort gehörte zum Pfarrbereich Dammen (heute polnisch: Damno) im Kirchenkreis Stolp-Altstadt im Ostsprengel der Kirchenprovinz Pommern der Kirche der Altpreußischen Union.
Seit 1945 ist die Bevölkerung von Lipno fast ausnahmslos katholischer Konfession. Der Bezug des Dorfes zum Pfarrdorf Damno (Dammen) ist geblieben, nur dass dieses nun zum Dekanat Główczyce (Glowitz) im Bistum Pelplin der Katholischen Kirche in Polen gehört. Hier lebende evangelische Kirchenglieder sind nun der Filialkirche in Główczyce der Kreuzkirchengemeinde in Słupsk (Stolp) in der Diözese Pommern-Großpolen der Evangelisch-Augsburgischen Kirche in Polen zugeordnet.

## Schule
Eine Schule gab es vor 1945 in Liepen nicht. Die Kinder besuchten die Schule in Dresow (heute polnisch: Drzeżewo).